# الجائزة: ملحمة البحث عن النفط والمال والسلطة
الجائزة: البحث الملحمي عن النفط والمال والسلطة كتاب لدانيال يرغن يؤرخ لصناعة البترول العالمية من خمسينيات القرن التاسع عشر إلى عام 1990. أصبح كتاب الجائزة من أكثر الكتب مبيعًا، وساعده في ذلك نشره في ديسمبر 1990، بعد أربعة أشهر من الغزو العراقي للكويت بأمر من صدام حسين وقبل شهر واحد من بدء التحالف الذي تقوده الولايات المتحدة حرب الخليج الثانية لطرد القوات العراقية من الكويت. فاز الكتاب في النهاية بجائزة بوليتزر.
يعتبر كتاب الجائزة كتاب التاريخ «الحاسن» لصناعة النفط.

## نجاح شعبي
في عام 1992، فاز كتاب الجائزة بجائزة جائزة بوليتزر عن فئة الأعمال غير الخيالية. وترجم إلى أربع عشرة لغة. غالبًا ما يُستشهد بكتاب الجائزة على أنها قراءة خلفية أساسية للطلاب عن تاريخ النفط. أ. قال جوزيف ر.رودولف جونيور في Library Journal ، على سبيل المثال:
كتبه أحد أبرز السلطات الأمريكية في مجال الطاقة، وهو عمل كبير في مجاله، مليء بالبصيرة الكافية لإرضاء الباحث والاهتمام الكافي بالدراما والشخصيات الملونة في تاريخ النفط لجذب اهتمام عامة الناس. على الرغم من ضخامة الكتاب، إلا أنه لا يجرؤ على تطوير موضوعاته: علاقة النفط بصعود الرأسمالية الحديثة؛ العلاقات المتشابكة بين النفط والسياسة والقوة الدولية. والعلاقة بين النفط والمجتمع فيما يسميه يرغن اليوم عصر «رجل المحروقات -الهيدروكربون-».